# Igrejas Reformadas Nepalesas
As Igrejas Reformadas Nepalesas (IRN), anteriormente conhecidas como Igreja Cristã Reformada do Nepal (em inglês Nepali Reformed Churchs anteriormente Christian Reformed Church of Nepal) formam uma denominações reformada continental no Nepal. Foi fundada em 2005 pelo Rev. Arbin Pokharel, um nepalês nativo, convertido ao Cristianismo, que retornou ao pais como missionário. Em 2020, a denominação já era formada por 32 igrejas.

## História
Arbin Pokharel nasceu no Nepal e aos 4 anos de idade passou a morar em um orfanato cristão. Posteriormente, recebeu uma ofertas de estudos nos Estados Unidos, onde foi batizado e tornou-se membro da Igreja Cristã Reformada da América do Norte.
Em 2004, o Rev. Arbin Pokhrel decidiu voltar ao Nepal para iniciar a plantação de igrejas reformadas no país.
Em 2005, o missionário fundou uma igreja em Katmandu. Posteriormente, a partir do crescimento do número de membros, outras igrejas foram iniciadas em outras partes do país. Juntas, essas igrejas organizaram as Igrejas Reformadas Nepalesas (IRN). Em 2020, a denominação já era formada 32 igrejas.

## Relações Intereclesiásticas
As IRN, foram, anteriormente, membros da Fraternidade Reformada Mundial.